# Trantjärnet (Skillingmarks socken, Värmland)
Trantjärnet är en sjö i Eda kommun i Värmland och ingår i Göta älvs huvudavrinningsområde.